# SMS Rheinland
Pour les articles homonymes, voir Rheinland.
Le SMS Rheinland est un cuirassé dreadnought de classe Nassau construit pour la marine impériale allemande.

## Histoire du service
Il participa à la bataille du golfe de Riga en 1915 contre les marines russe et britannique. À la suite du sabordage de la flotte allemande à Scapa Flow en 1919, le navire est remis aux mains des Alliés.
Il sera expédié après la fin de la Première Guerre mondiale dans la mer Baltique afin de soutenir les Blancs finlandais lors de la guerre civile finlandaise. Il est sabordé en 1921.